# Dancing with the Stars (Vlaanderen seizoen 2)
Het tweede seizoen van Dancing with the Stars begon op 22 september 2019 op VIER. Negen bekende Vlamingen werden gekoppeld aan negen professionele dansers. Gert Verhulst en Katrin Kerkhofs waren de presentatoren van dit seizoen. Davy Brocatus, Sam Louwyck, Joanna Leunis en Jan Kooijman zaten in de jury. De koppels werden backstage geïnterviewd door Katrin Kerkhofs.
In totaal telde de show acht afleveringen. Julie Vermeire won de finale op 10 november 2019 ondanks de slechtere jurycijfers tegenover die van Kelly Pfaff.

## Koppels
| Kandidaat          | Beroep                                       | Professionele partner | Resultaat                                    |
| ------------------ | -------------------------------------------- | --------------------- | -------------------------------------------- |
| Julie Vermeire     | Influencer / dochter van Jacques Vermeire    | Pasquale La Rocca     | 1e Met een jive en 2 freestyles              |
| Kelly Pfaff        | Presentatrice / dochter van Jean-Marie Pfaff | Andrei Mangra         | 2e Met een quickstep, een rumba en een tango |
| Jani Kazaltzis     | Stylist / presentator                        | Björk Gunnarsdóttir   | 3e Met modern en een paso doble              |
| Viktor Verhulst    | Presentator / zoon van Gert Verhulst         | Natascha Dejong       | 4e Met een freestyle en een rumba            |
| Ianthe Tavernier   | Zangeres / Actrice                           | Nick Kocken           | 5e Met een jive                              |
| Christoff De Bolle | Zanger                                       | Laura Zegels Jottay   | 6e Met een samba                             |
| Evy Gruyaert       | Presentatrice                                | Frank Zegels          | 7e Met modern                                |
| Ann Pira           | Actrice                                      | Sander Bos            | 8e Met een Broadway Jazz                     |
| Michael Pas        | Acteur                                       | Margot Weeda          | 9e Met een freestyle                         |

## Afleveringen

### Aflevering 1
Kijkcijfers: 472.971
| Koppel            | Jurypunten   | Dansstijl         | Muziek                                         | Resultaat              |
| ----------------- | ------------ | ----------------- | ---------------------------------------------- | ---------------------- |
| Julie & Pasquale  | 7-7-6-6 (26) | Samba             | Shape of You - Ed Sheeran                      | Uitgestelde beslissing |
| Michael & Margot  | 4-5-6-6 (21) | Rumba             | Shallow - Lady Gaga & Bradley Cooper           | Uitgestelde beslissing |
| Ianthe & Nick     | 7-6-8-8 (29) | Chachacha         | There's Nothing Holding Me Back - Shawn Mendes | Uitgestelde beslissing |
| Viktor & Natascha | 4-5-4-5 (18) | American Smooth   | I Just Want To Make Love To You - Etta James   | Uitgestelde beslissing |
| Kelly & Andrei    | 8-8-8-8 (32) | Argentijnse Tango | Assassin's Tango - John Powell                 | Uitgestelde beslissing |
| Jani & Björk      | 7-7-6-6 (26) | Freestyle         | Can We Pretend - P!nk                          | Uitgestelde beslissing |
| Evy & Frank       | 6-6-6-7 (25) | Weense Wals       | You Are the Reason - Calum Scott & Leona Lewis | Uitgestelde beslissing |
| Ann & Sander      | 6-6-5-6 (23) | Jive              | Sucker - Jonas Brothers                        | Uitgestelde beslissing |
| Christoff & Laura | 6-6-5-5 (22) | Paso Doble        | Youngblood - 5 Seconds of Summer               | Uitgestelde beslissing |

### Aflevering 2
Kijkcijfers: 504.025
| Koppel            | Jurypunten   | Dansstijl    | Muziek                                                 | Resultaat    |
| ----------------- | ------------ | ------------ | ------------------------------------------------------ | ------------ |
| Christoff & Laura | 6-6-5-5 (22) | Quickstep    | Wings - Little Mix                                     | Veilig       |
| Ianthe & Nick     | 7-7-7-7 (28) | Weense Wals  | Earned it - The Weeknd                                 | Veilig       |
| Julie & Pasquale  | 7-8-7-8 (30) | Tango        | Copycat - Billie Eilish                                | Veilig       |
| Evy & Frank       | 6-7-6-7 (26) | Chachacha    | Don't you worry about a thing - Tori Kelly             | Veilig       |
| Ann & Sander      | 5-6-6-6 (23) | Engelse Wals | La Javanaise - Madeleine Peyroux                       | Veilig       |
| Michael & Margot  | 6-7-5-5 (23) | Freestyle    | Shut Up and Dance - Walk The Moon                      | Geëlimineerd |
| Jani & Björk      | 4-5-5-6 (20) | Rumba        | Lights down low - Max Schneider                        | Veilig       |
| Kelly & Andrei    | 7-8-7-7 (29) | Samba        | R.I.P. - Sofía Reyes, Rita Ora & Anitta                | Veilig       |
| Viktor & Natasha  | 7-7-8-9 (31) | Modern       | Say Something - A Great Big World & Christina Aguilera | Veilig       |

### Aflevering 3 (Guilty Pleasure)
Kijkcijfers: 571.274
| Koppel            | Jurypunten   | Dansstijl     | Muziek                               | Resultaat    |
| ----------------- | ------------ | ------------- | ------------------------------------ | ------------ |
| Ann & Sander      | 7-7-7-7 (28) | Broadway Jazz | Happy - cover door Simon Marlow      | Geëlimineerd |
| Ianthe & Nick     | 7-7-6-6 (26) | Paso Doble    | Confident - Demi Lovato              | Veilig       |
| Jani & Björk      | 8-7-8-7 (30) | Jive          | Dear future husband - Meghan Trainor | Veilig       |
| Christoff & Laura | 5-6-6-6 (23) | Rumba         | Photograph - Ed Sheeran              | Veilig       |
| Viktor & Natasha  | 5-6-4-5 (20) | Chachahca     | Glad you came - VIZE                 | Veilig       |
| Kelly & Andrei    | 8-8-7-8 (31) | Modern        | Lovely - Billie Eilish & Khalid      | Veilig       |
| Julie & Pasquale  | 7-8-7-8 (30) | Freestyle     | Counting Stars - OneRepublic         | Veilig       |
| Evy & Frank       | nvt          | Tango         | Onbekend                             | Geblesseerd  |

### Aflevering 4 (Memory Lane)
Kijkcijfers: 541.197
| Koppel            | Jurypunten   | Dansstijl   | Muziek                                     | Resultaat    |
| ----------------- | ------------ | ----------- | ------------------------------------------ | ------------ |
| Viktor & Natasha  | 5-6-5-6 (22) | Paso Doble  | Ready - Rayelle                            | Veilig       |
| Julie & Pasquale  | 8-9-7-8 (32) | Rumba       | Read all about it (part III) - Emeli Sandé | Veilig       |
| Christoff & Laura | 6-6-5-5 (22) | Freestyle   | Trapped - The Subs                         | Veilig       |
| Ianthe & Nick     | 8-7-8-7 (30) | Quickstep   | Right Now - Pussycat Dolls                 | Veilig       |
| Evy & Frank       | 6-6-7-7 (26) | Modern      | Homesick - Dua Lipa                        | Geëlimineerd |
| Jani & Björk      | 7-8-8-9 (32) | Weense Wals | Je te Laisserai - Patrick Watson           | Veilig       |
| Kelly & Andrei    | 8-8-9-9 (34) | Chachacha   | If I Can't Have You - Shawn Mendes         | Veilig       |

### Aflevering 5
Kijkcijfers: 561.353
| Koppel                                                                                         | Jurypunten    | Dansstijl         | Muziek                                     | Resultaat                               |
| ---------------------------------------------------------------------------------------------- | ------------- | ----------------- | ------------------------------------------ | --------------------------------------- |
| Christoff & Laura                                                                              | 6-6-7-6 (25)  | Samba             | Echame La Culpa - Luis Fonsi & Demi Lovato | Geëlimineerd                            |
| Ianthe & Nick                                                                                  | 8-8-8-7 (31)  | Freestyle         | Ritual - Tiësto, Jonas Blue & Rita Ora     | Veilig                                  |
| Viktor & Natascha                                                                              | 7-7-7-7 (28)  | Weense Wals       | Can't Help Falling in Love - Elvis Presley | Veilig                                  |
| Kelly & Andrei                                                                                 | 8-8-8-8 (32)  | Broadway Jazz     | All That Jazz - Chicago                    | Veilig                                  |
| Julie & Pasquale                                                                               | 8-9-9-9 (35)  | Salsa             | Subeme la Radio - Enrique Iglesias         | Veilig                                  |
| Jani & Björk                                                                                   | 7-7-7-7 (28)  | Argentijnse Tango | I Kissed a Girl - Katy Perry               | Veilig                                  |
| Viktor & Natascha Christoff & Laura Jani & Björk Kelly & Andrei Ianthe & Nick Julie & Pasquale | 2 4 6 8 10 12 | Jive Marathon     | Faith - Stevie Wonder ft. Ariana Grande    | Faith - Stevie Wonder ft. Ariana Grande |

### Aflevering 6 (Scary Week)
Kijkcijfers: 476.047
| Koppel            | Jurypunten    | Dansstijl  | Muziek                          | Resultaat    |
| ----------------- | ------------- | ---------- | ------------------------------- | ------------ |
| Ianthe & Nick     | 7-8-7-7 (29)  | Jive       | Teeth - 5 Seconds of Summer     | Geëlimineerd |
| Viktor & Natascha | 6-6-5-6 (23)  | Quickstep  | Alors on danse - Stromae        | Veilig       |
| Kelly & Andrei    | 9-10-9-9 (37) | Paso Doble | Outta My Head - New World Sound | Veilig       |
| Julie & Pasquale  | 9-9-8-10 (36) | Modern     | Bad Guy - Billie Eilish         | Veilig       |
| Jani & Björk      | 8-7-8-8 (31)  | Chachacha  | Born This Way - Lady Gaga       | Veilig       |

### Aflevering 7 (Halve finale & Family, Friends and Judges week)
Kijkcijfers: 530.579
| Koppel            | Jurypunten       | Dansstijl     | Muziek                                                | Resultaat    |
| ----------------- | ---------------- | ------------- | ----------------------------------------------------- | ------------ |
| Viktor & Natascha | 5-6-5-6 (22)     | Freestyle     | Burn - Ellie Goulding                                 | Geëlimineerd |
| Viktor & Natascha | 6-6-6-7 (25)     | Rumba         | Wanneer - Kimberly Fransens                           | Geëlimineerd |
| Kelly & Andrei    | 9-9-10-10 (38)   | Weense wals   | Say you love me - Jessie Ware                         | Veilig       |
| Kelly & Andrei    | 9-9-10-9 (37)    | Jive          | Footloose - Blake Shelton                             | Veilig       |
| Julie & Pasquale  | 9-9-10-10 (38)   | Quickstep     | Puttin' on the ritz - Robbie Williams                 | Veilig       |
| Julie & Pasquale  | 8-9-9-9 (35)     | Chachacha     | El Anillo - Jennifer Lopez                            | Veilig       |
| Jani & Björk      | 7-7-7-8 (29)     | Samba         | Swalla - Jason Derulo ft. Nicki Minaj & Ty Dolla $Ign | Veilig       |
| Jani & Björk      | 10-10-10-10 (40) | Broadway Jazz | Vogue - Madonna                                       | Veilig       |

### Aflevering 8 (Finale deel 1)
Kijkcijfers: 565.586
| Koppel            | Jurypunten       | Dansstijl  | Muziek                                                 | Resultaat              |
| ----------------- | ---------------- | ---------- | ------------------------------------------------------ | ---------------------- |
| Julie en Pasquale | 9-9-8-9 (35)     | Jive       | Dance with me tonight - Olly Murs                      | Uitgestelde Beslissing |
| Julie en Pasquale | 10-10-10-10 (40) | Freestyle  | Instruction - Jax Jones ft. Demi Lovato & Stefflon Don | Uitgestelde Beslissing |
| Jani & Björk      | 8-8-8-9 (33)     | Modern     | Weaves - Dean Lewis                                    | 3e plaats              |
| Jani & Björk      | 9-8-8-9 (34)     | Paso Doble | She wolf falling to pieces - David Guetta ft. Sia      | 3e plaats              |
| Kelly & Andrei    | 10-10-10-10 (40) | Quickstep  | Hit me up - Gia Farrell                                | Uitgestelde Beslissing |
| Kelly & Andrei    | 9-10-9-10 (38)   | Rumba      | Arcade - Duncan Laurence                               | Uitgestelde Beslissing |

### Aflevering 8 (Finale deel 2)
| Koppel           | Jurypunten (❃)  | Dansstijl         | Muziek                         | Resultaat |
| ---------------- | --------------- | ----------------- | ------------------------------ | --------- |
| Kelly & Andrei   | Geen jurypunten | Argentijnse Tango | Assassin's Tango - John Powell | 2e plaats |
| Julie & Pasquale | Geen jurypunten | Freestyle         | Counting Stars - OneRepublic   | Winnaar   |

❃ In het tweede deel van de finale tellen de punten van de jury niet mee, alleen de kijker beslist de winnaar.

## Jurypunten
| deelnemer | afl 1 | afl 2 | afl 3    | afl 4 | afl 5      | afl 6 | afl 7      | afl 8      | TOTAAL | gemiddelde (❃) |
| --------- | ----- | ----- | -------- | ----- | ---------- | ----- | ---------- | ---------- | ------ | -------------- |
| Julie     | 26    | 30    | 30       | 32    | 35+12 (47) | 36    | 38+35 (73) | 35+40 (75) | 349    | 34,9           |
| Kelly     | 32    | 29    | 31       | 34    | 32+8 (40)  | 37    | 38+37 (75) | 40+38 (78) | 356    | 35,6           |
| Jani      | 26    | 20    | 30       | 32    | 28+6 (34)  | 31    | 29+40 (69) | 33+34 (67) | 309    | 30,9           |
| Viktor    | 18    | 31    | 20       | 22    | 28+2 (30)  | 23    | 22+25 (45) |            | 189    | 23,63          |
| Ianthe    | 29    | 28    | 26       | 30    | 31+10 (41) | 29    |            |            | 183    | 30,5           |
| Christoff | 22    | 22    | 23       | 22    | 25+4 (29)  |       |            |            | 118    | 23,6           |
| Evy       | 25    | 26    | Blessure | 26    |            |       |            |            | 77     | 25,67          |
| Ann       | 23    | 23    | 28       |       |            |       |            |            | 74     | 24,67          |
| Michael   | 21    | 23    |          |       |            |       |            |            | 44     | 22             |

❃ Dit zijn de gemiddelden per dans, alleen de Jive Marathon werd bij de gewone dans opgeteld.